# Rudnei da Rosa
Rudnei da Rosa (sinh ngày 7 tháng 10 năm 1984) là một cầu thủ bóng đá người Brasil.

## Sự nghiệp câu lạc bộ
Rudnei da Rosa đã từng chơi cho Ventforet Kofu.

## Thống kê câu lạc bộ

### J.League
| Đội            | Năm       | J.League | J.League | J.League Cup | J.League Cup | Tổng cộng | Tổng cộng |
| Đội            | Năm       | Trận     | Bàn      | Trận         | Bàn          | Trận      | Bàn       |
| -------------- | --------- | -------- | -------- | ------------ | ------------ | --------- | --------- |
| Ventforet Kofu | 2011      | 2        | 0        | 0            | 0            | 2         | 0         |
| Tổng cộng      | Tổng cộng | 2        | 0        | 0            | 0            | 2         | 0         |